# 素敵にOnce Again
「素敵にOnce Again」（すてきにワンス・アゲイン）は、1995年4月21日にSony Recordsからリリースされた松田聖子の通算39枚目のシングル。

## 解説
テレビ朝日「キンキンのとことん好奇心」エンディング・テーマ。発売以降、コンサートツアーでも頻繁に披露されている一曲。
ミュージック・ビデオはアメリカの映像制作会社プロパガンダ・フィルムズが手掛け、以降も1990年代の松田のビデオを担当することとなる。
カップリングの「想い出の“渚のバルコニー”」は1982年の「渚のバルコニー」の続編となっている。
1995年暮れの第46回NHK紅白歌合戦に出演。「松田聖子ヒットメドレー  Seiko Chan to La La La」というタイトルで、「青い珊瑚礁〜時間の国のアリス〜素敵にOnce Again」の3曲を披露した。ステージには車に乗って登場。第36回（歌唱曲は「天使のウィンク」）以来の演出であった。

## 収録曲
全作詞：Meg.C／作曲：Seiko Matsuda・小倉良／編曲：鳥山雄司
1. 素敵にOnce Again[4:50]
2. 想い出の“渚のバルコニー”[4:22]
3. 素敵にOnce Again（オリジナル・カラオケ）[4:50]

## 関連作品
- 素敵にOnce Again
  - It's Style'95
  - Bible III
  - Complete Bible
  - Dear
  - MAX JAPAN 3
  - Premium Diamond Bible
  - Diamond Bible
  - SEIKO STORY〜90s-00s HITS COLLECTION〜
  - 永遠のアイドル、永遠の青春、松田聖子。〜45th Anniversary 究極オールタイムベスト〜
- 想い出の“渚のバルコニー”
  - Complete Bible